# Utrechtse Roeivereniging Viking
De Utrechtse Roeivereniging Viking is gevestigd in de Nederlandse stad Utrecht aan het Merwedekanaal. Samen met de studentenroeiverenigingen Triton en Orca bewoont Viking de accommodatie De Driewerf. 

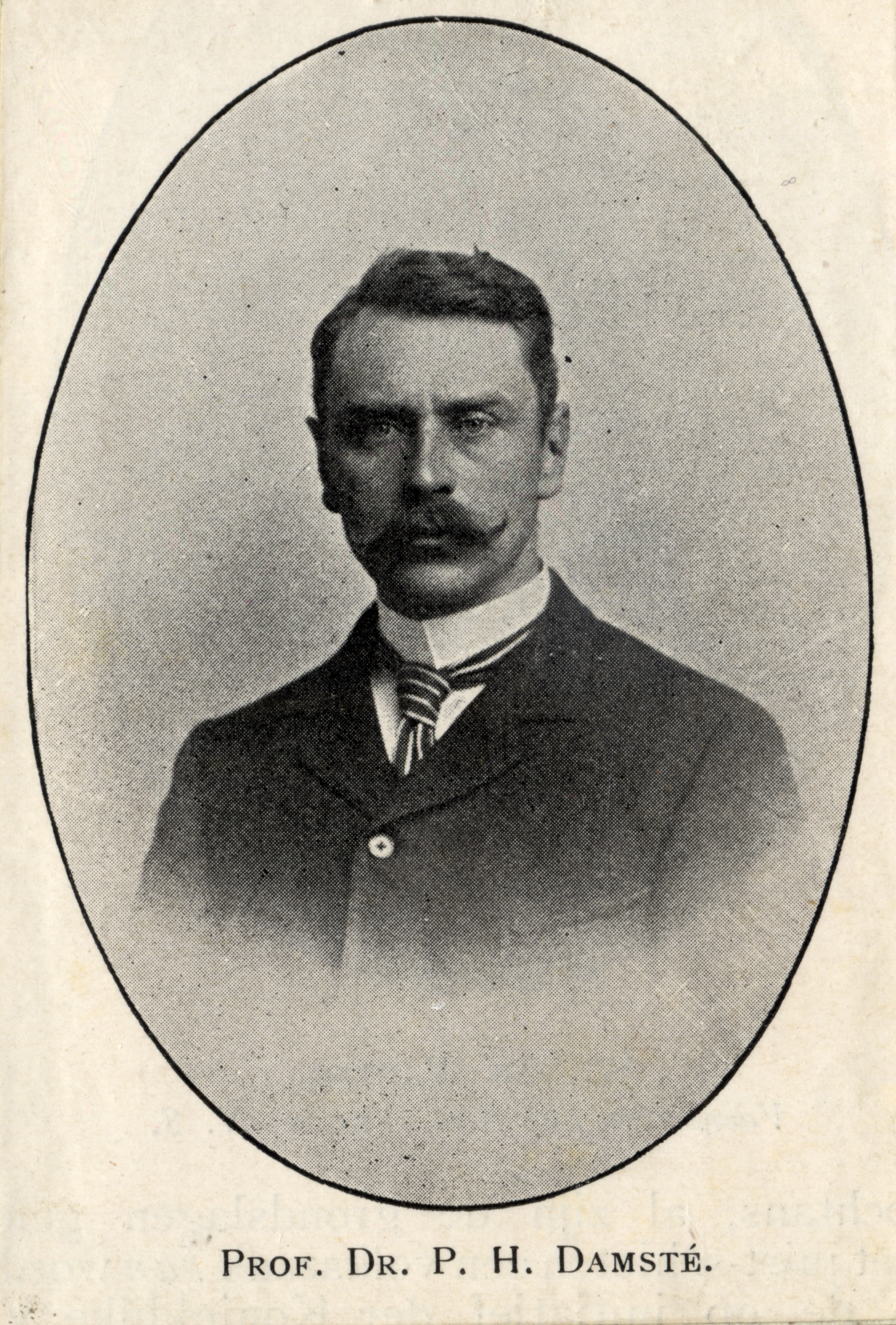

## Oprichting
Viking is op 27 juli 1906 opgericht als “Utrechtse Roei- en Zeilvereeniging”. De zeiltak is nooit ontwikkeld met als gevolg dat in 1944 de statuten werden aangepast en Viking ook op papier louter een roeivereniging werd. Het initiatief tot de vereniging werd genomen door een zestal heren die het “voorloopig committee” vormden. Na een bijeenkomst met andere belangstellenden in café Fisslthaler aan de Oude Gracht werd het “voorloopig committee” omgevormd tot het eerste bestuur. Voorzitter werd de Utrechtse hoogleraar en voormalig toproeier P.H. Damsté. Hij was een belangrijke pionier in de roeiwereld. In 1899 werd hij erepraeses van het Leidse Njord en in 1905 werd hij erelid van Triton. Ook was hij co-auteur van het eerste Nederlandse roeiboek. Hij bleef tot 1930 voorzitter van Viking hetgeen hem ook hier het erelidmaatschap opleverde. Om dan maar compleet te zijn, twee jaar later werd hij erelid van de Nederlandsche Roeibond.

## Botenloods
De eerste botenloods werd in 1907 geopend en was gesitueerd op de punt waar “den Ouden Rijn” onder een scherpe bocht uitmondde in het in 1894 voltooide Merwedekanaal. Tegen de noordzijde van het gebouw werd in 1921 een nieuwe roeiloods gebouwd aan de Keulsekade. Uiteraard vonden er aan en om het clubgebouw diverse aanpassingen plaats. Ondanks perioden van groei en bloei bleek in jaren zestig Viking niet draagkrachtig genoeg om de accommodatie adequaat te onderhouden. De financiële last van 2 bootsmannen en o.a. het vertrek van de (inwonende) studentenverenigingen maakten dat een andere koers gevaren moest worden. De huisvesting van Triton was eveneens belabberd en ook het jonge Orca dat in 1970 ontstond na de fusie van Charon en Batavier, had behoefte aan meer en betere huisvesting. Dit bracht de verenigingen bij elkaar en betekende ten slotte de gezamenlijk huisvesting in De Driewerf. De accommodatie heeft in 1994 en 2019 uitbreidingen ondergaan.

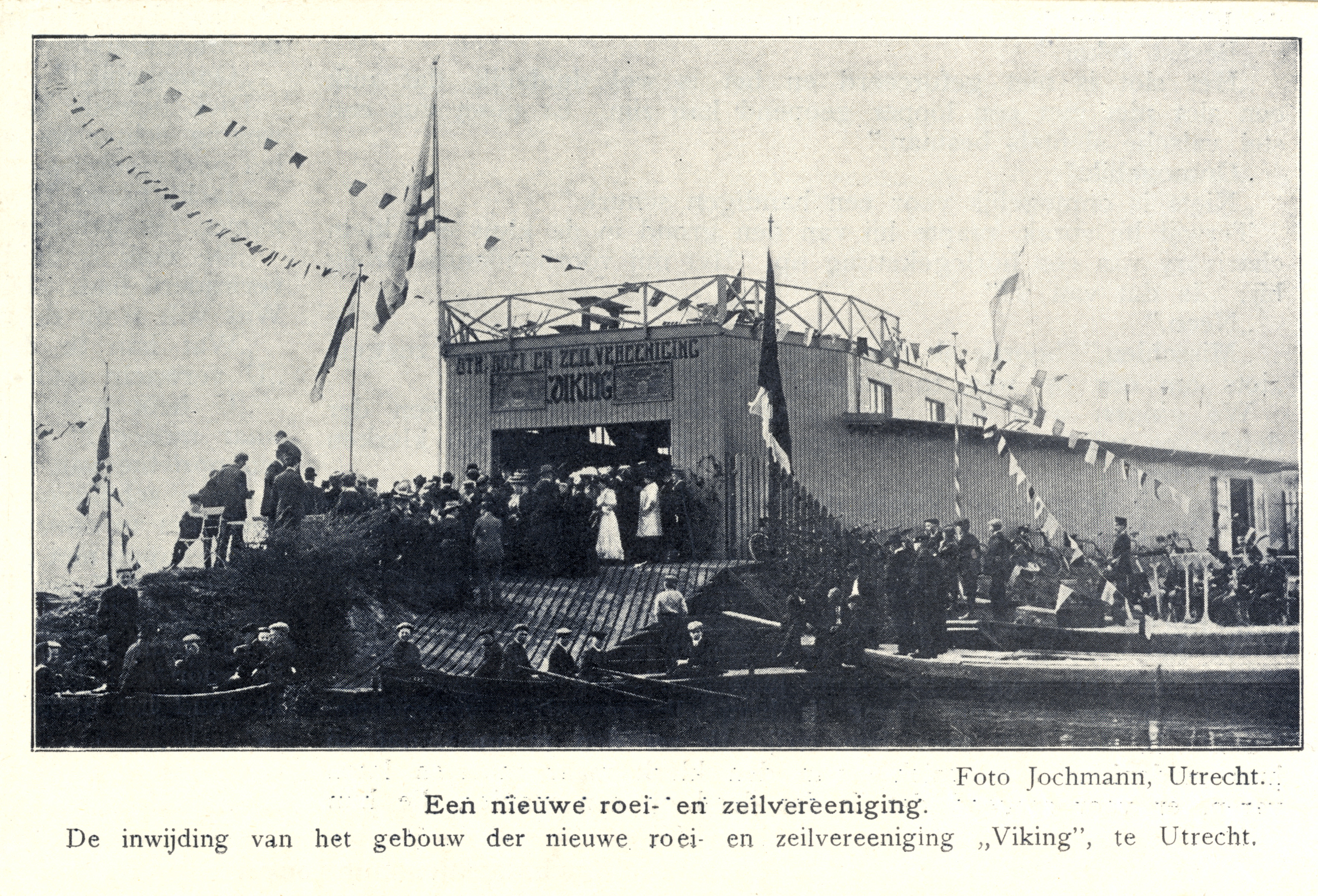

## Vloot
Viking heeft (in 2021) ongeveer 100 boten. Over het geheel van zijn bestaan heeft de club om en nabij de 300 boten gehad. Eind 1907 had de club vier leenboten van bevriende clubs, vier zelf gekochte boten en een geschonken boot. Vanzelfsprekend kreeg de eerste aankoop de naam Viking; het was een 4-riemens inrigged wherry, vastebanks van de bouwer Hart & Co in Engeland. Tot de jaren dertig werden de meeste boten aangeschaft bij de Rotterdamse bouwer Deichman & Ritchie, daarna leverde Cor Heuvelman een aantal boten. In 1943 trad de bootsman en botenbouwer Jacob Slegtenhorst in dienst, die zo’n veertig boten heeft gebouwd, van wherries tot gladde vieren. Na zijn pensionering werden boten aangeschaft bij de firma’s Heuvelman en Busman. De laatste leverde veel C-materiaal, een rol die werd overgenomen door de firma Wiersma. Verder was en is de vereniging vooral aangewezen op buitenlandse bouwers, eerst Simms en Hasle, maar daarna vooral Empacher, Filippi en WinTech. Van Jacob Slegtenhorst is nog één boot aanwezig: de in 1961 gebouwde enkelwherrie die vernoemd is naar de bootsman Jan Nagtegaal. Deze boot is grondig gerestaureerd en wordt gebruikt bij ceremoniële aangelegenheden.

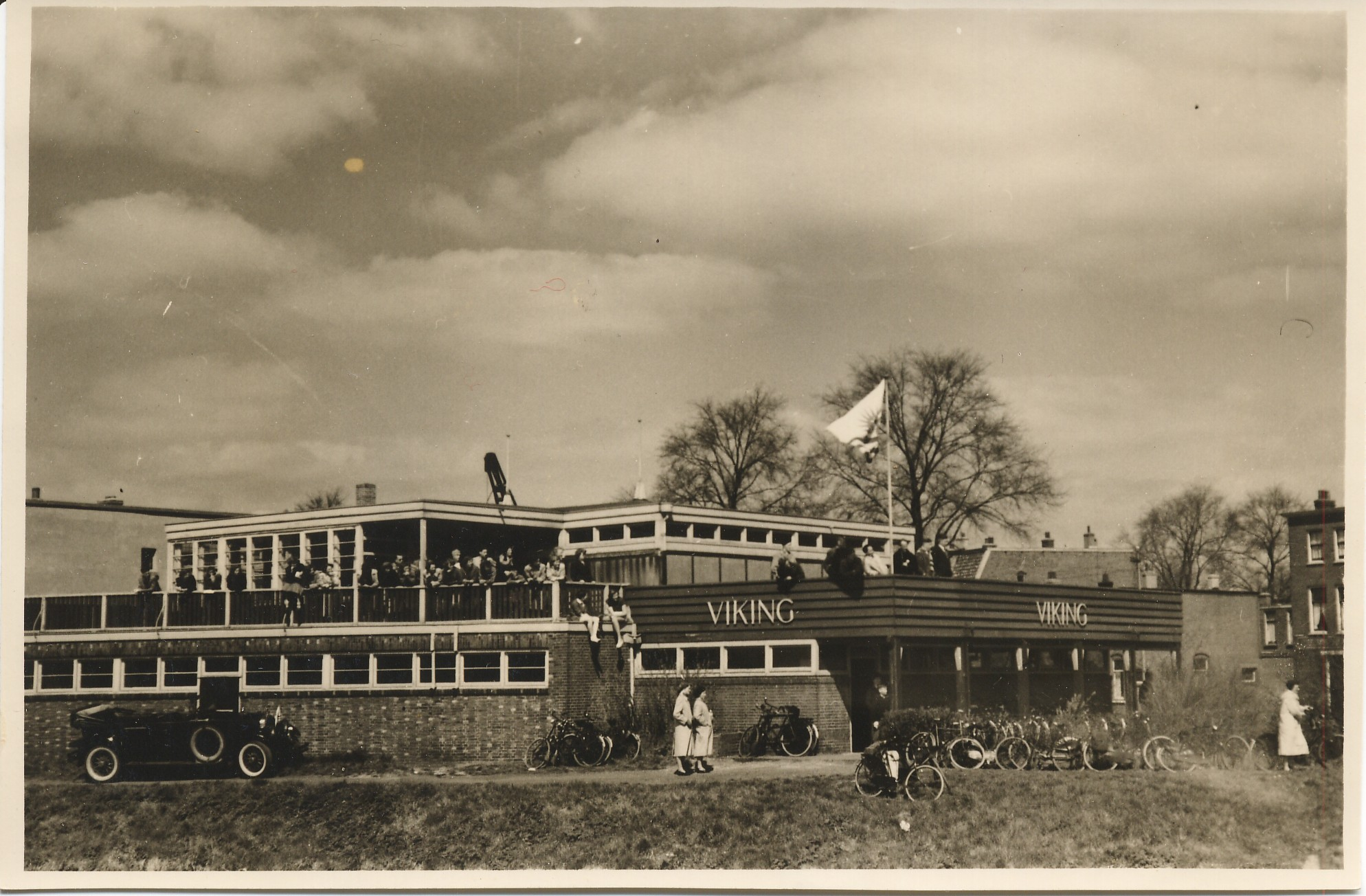

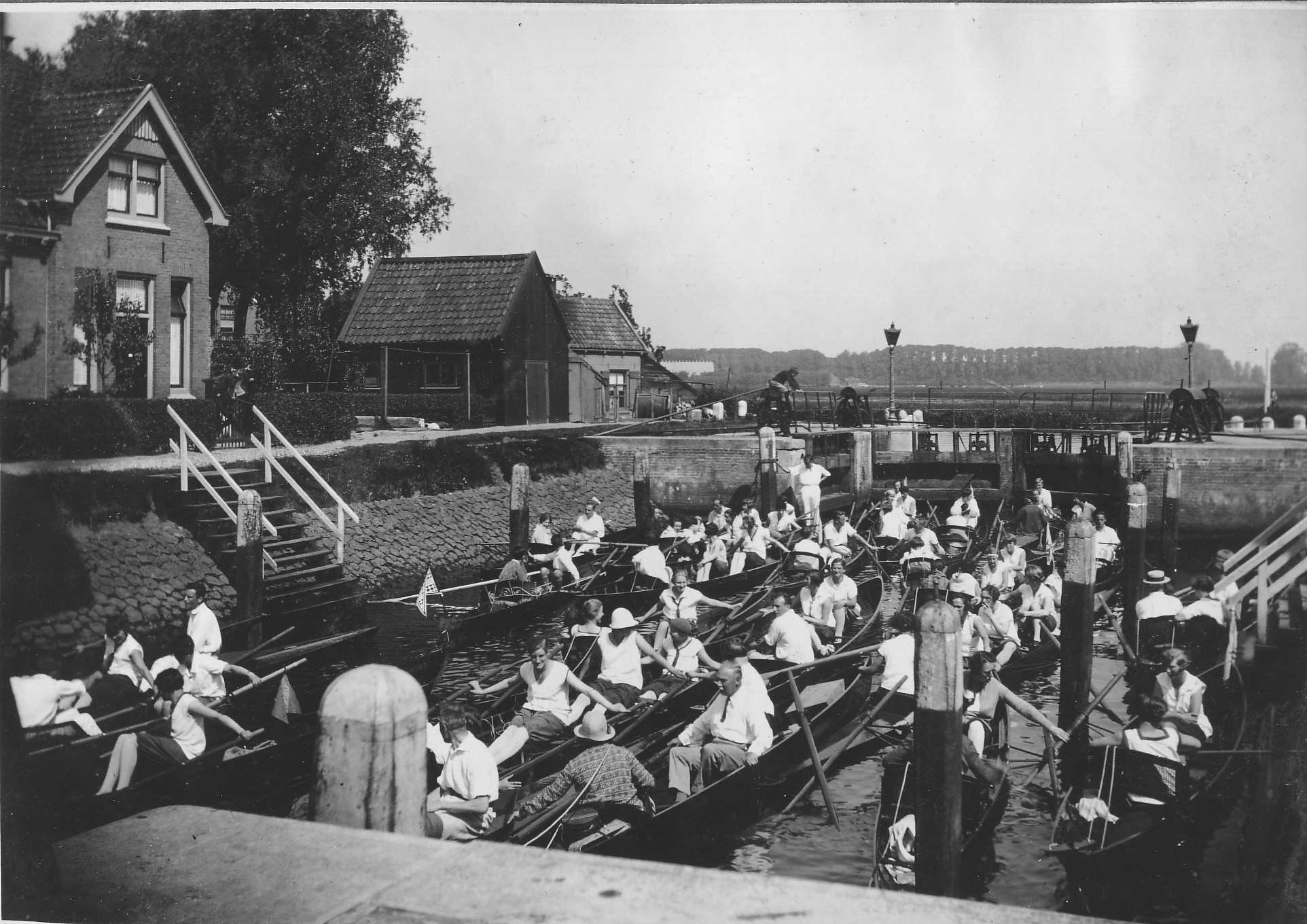
Roeitocht 1928, de sluis van Vreeswijk

### Bootnamen
De bootnamen hebben bijna alle namen die verbonden zijn aan de Noorse mythologie. In enkele gevallen draagt de boot een naam van iemand die bijzonder heeft gepresteerd of -vooral in het verleden- iemand die de boot schonk.

## Bootsmannen
In 1908 trok Viking de eerste bootsman aan, Hendrik Oorlog, een man met - zoals omschreven werd- "nomandeneigingen" Hij was nogal eens tot zorg, die het bestuur loyaal op zich nam. Op 2 mei 1912 is hij in het Stedelijk Ziekenhuis overleden na een verblijf van ongeveer zes weken. Op zijn verzoek werd zijn achterstallig loon, te weten 32 gulden verdeeld tussen de Armenzorg en het Leger des Heils. 
Tijdens de ziekte van Hendrik Oorlog werd Jan Nagtegaal als tijdelijk bootsman aangesteld.  Hij zou uiteindelijk 30 jaar bootsman blijven. Zijn opvolger werd zijn zoon Albert, die maar liefst 34 jaar aan Viking verbonden zou zijn. Hij moest vanwege gezondheidsredenen stoppen. In 1979 kwam hij nog een boot dopen die naar hem vernoemd werd.
In 1943 trad de eerdergenoemde Jacob Slegtenhorst in dienst als bootsman EN botenbouwer. Hij was vanaf 1924 tot 1941 bootsman geweest bij De Maas in Rotterdam. Tot aan zijn pensionering in 1970 bleef hij bij Viking. Twee jaar daarvoor was hij onderscheiden met de erepenning van de Roeibond en met een Koninklijke Onderscheiding.

## Roeiwater
In 1892 werd het Merwedekanaal aangelegd ten behoeve van scheepvaartroute van Amsterdam naar de Rijn. Dit was een drukke scheepvaartroute (behalve op zondag). Dit betekende dat veelal geroeid werd op de Oude Rijn richting Harmelen, maar ook de Kromme Rijn, de Vecht en het Merwedekanaal naar Vreeswijk waren in trek. De realisatie van het Amsterdam-Rijnkanaal in 1952 betekende weliswaar minder scheepvaart op het Merwedekanaal, maar sneed toch een aantal andere routes af. In de stad Utrecht zorgde het toegenomen wegverkeer voor inkrimping van het roeiwater. Gedempt werden de Vleutensewetering, het Leidse Veer en de Stadsbuitengracht (singel) aan de noordzijde. In 2020 is de laatste weer geopend en aan het herstel van de verbinding tussen de singel en het Merwedekanaal via het Leidse Veer is in de planfase.
De toenemende beperkingen van het roeiwater door meer pleziervaart, de aanleg van bruggen, en een drukker coachtraject heeft gemaakt dat Viking samen met Triton en Orca al vele jaren het oog heeft laten vallen op de ontwikkeling van de polder Rijnenburg om daar middels de Stichting Roeibaan Rijnenburg een nieuwe baan te doen realiseren die vooral de wedstrijdploegen moet faciliteren.

## Verenigingstenue
De huidige roeikleding is gekozen in 2005. In aanloop naar het 100-jarigbestaan is er een ontwerpwedstrijd uitgeschreven. Er kwam een tiental ontwerpen voor een nieuwe kledinglijn. Drie gekozen ontwerpen werden uitgewerkt en via een catwalksessie moest uit  deze drie en het bestaande tenue gekozen worden. Het winnende ontwerp kwam van een jeugdlid, dat zijn ontwerp zelf showde.  Uitgangspunt zijn de verenigingskleuren, te weten rood, wit, groen en zwart. Oorspronkelijk hoorde de zwarte kleur daar niet bij, maar het gebruik van zgn. wielrenbroeken maakte deze toevoeging gewenst. De verenigingskleding vóór de huidige lijn kende rijkelijk veel wit voor de heren, zelfs panatlons en groen voor de dames, rokken en broeken.

## Leden
Vanaf de oprichting was Viking een vereniging waar mannen en vrouwen konden roeien. De heer Blussé, voorzitter van De Hoop, de oudste club in Nederland, opgericht in 1848 zei in zijn speech dat "de Utrechtsche zeil- en roeivereeniging Viking de eenigste vereeniging is waar een dames-afdeeling aan verbonden is, wat voorzeker een groot voordeel zal opleveren". 
Bij de oprichting had Viking 45 leden en groeide het eerste jaar naar 87 leden, In de jaren twintig groeide de club en kreeg daarna een terugval te maken, In 1934 werden de eerste jeugdleden toegelaten.  In de oorlog was er een sterke groei, die daarna wegebde. De groei van studentenleden en de sterke groei van de jeugd bezorgden pieken van 500 leden. Het vertrek van de studentenverenigingen maar ook de deplorabele staat van de club deed het ledental kelderen. Er kwam een nieuwbouweffect dat ook weer wegging maar daarna kwam er een stabiliteit met ruim 500 leden. De laatste17 jaar schommelt het ledental tussen de 600 en 700 leden. En de verdeling tussen mannen en vrouwen is nu (2021) fifty-fifty. Een mooi bewijs van harmonieuze "samenleving" is wel, dat er meer dan 100 huwelijken tussen Vikingleden zijn gesloten. 

## Roeivormen

### Toerroeien
In dit verband duidt het toerroeien op het georganiseerd deelnemen aan tochten vanaf de eigen vereniging of bij andere verenigingen. Toerroeien was vanaf de oprichting belangrijk. Doorgaans waren er één- of meerdaagse (kampeer)tochten, bijv. naar Loosdrecht en de Lopikerwaard. In 1941 nam Viking deel aan de eerste door de Nederlandse Roeibond georganiseerde tocht door Friesland. De tocht en de belevenissen zijn later in boekvorm vastgelegd. Vermeld mag ook worden de tocht van Bazel naar Utrecht in 1952 die door een Vikingploeg werd ondernomen in een wherry, Een goed voorbereide tocht, waarbij het laatste deel vanaf Keulen op een sleepboot afgelegd. In verenigingsverband werden vaak Pinksterkampen georganiseerd die de leden op veel plaatsen in het land brachten waar een paar dagen heerlijk geroeid kon worden. 
Ook voor junioren waren roeikampen met de nodig tochten zoals het Paaskamp en het Zomerkamp.
Onder namen als gastentocht en midweektocht organiseert Viking al heel lang tochten voor andere verenigingen, die in en om Utrecht willen roeien.

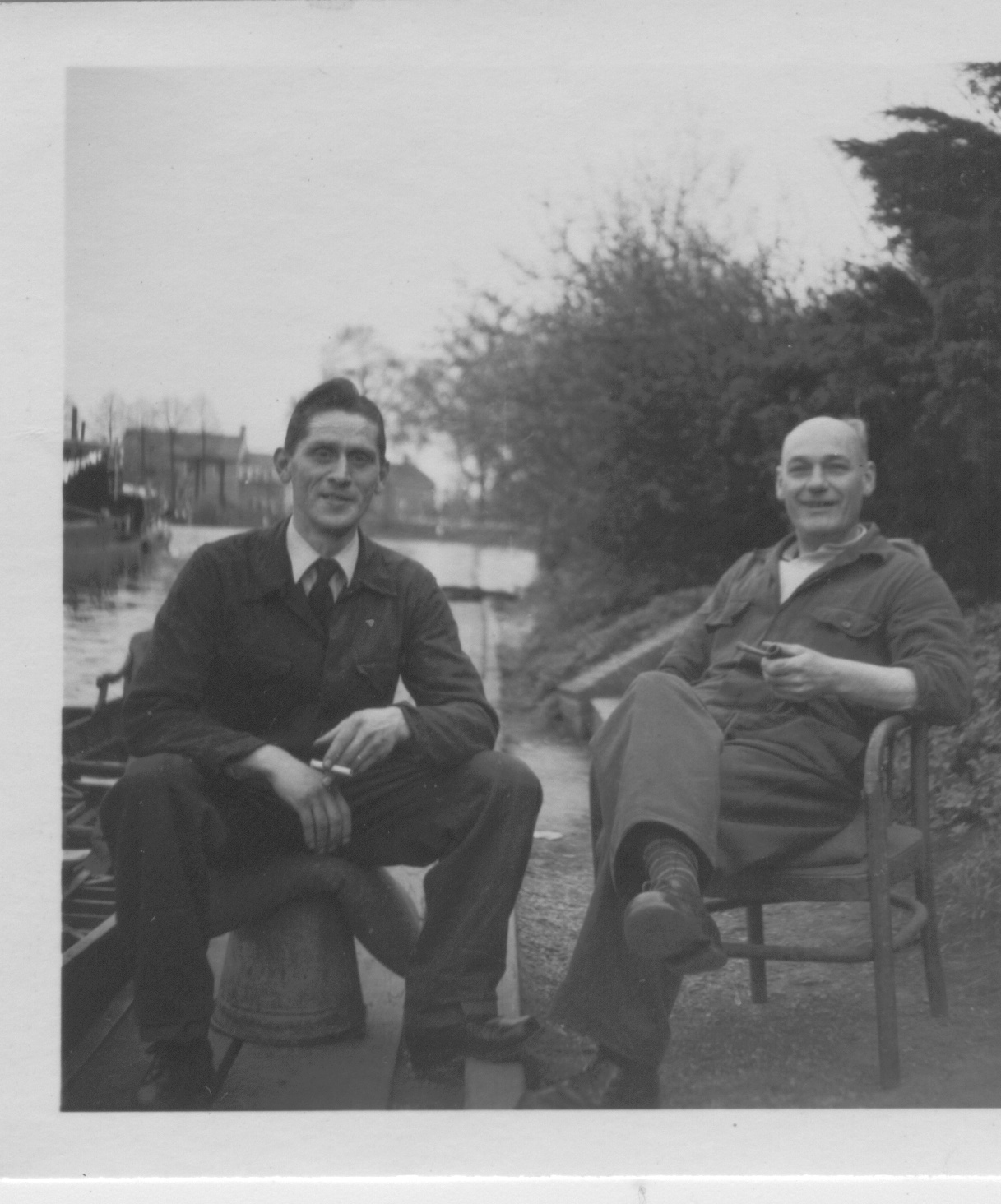
De bootsmannen Albert Nagtegaal en Jacob Slegtenhorst

### Wedstrijdroeien
Voorwaarde om goed voor de dag te komen is goed en verantwoord trainen. Boottrainingen, conditietrainingen, krachttrainingen enzovoort. Wedstrijdroeien werd aanvankelijk gedaan door senioren, en vooral door mannen. Voor vrouwen bestond er lange tijd het stijlroeien, waarbij de uitslag werd bepaald door een jury. 
Viking had ruim een eeuw geleden een geweldenaar op de club, namelijk Frits van Eijken. Bij Viking was hij fuifroeier. Bij de studentenvereniging Laga in Delft werd hij wedstrijdroeier en ging in 1920 naar de Olympische Spelen. Een jaar later won hij de prestigieuze Royal Henley Regatta. Voor het Vikingbestuur was dit aanleiding om foto’s van hem te kopen en deze op te hangen in het clublokaal.
Op 28 mei 1921 wonnen vier cadetten die in Utrecht gelegerd waren voor Viking de eerste snelroeiwedstriid, namelijk de Koninklijke. Stuurman was de latere voorzitter Planjer. Vanaf 1952 hebben Vikingers, later voornamelijk junioren nationale titels behaald, die allemaal geboekstaafd zijn. De eerste uitzending van een junior naar het Wereldkampioenschap leverde meteen een bronzen medaille op. Dit betrof Marieke van Drogenbroek die een jaar later als Orcaan de bronzen medaille won in de damesacht op de Olympische Spelen 1984 in Los Angeles.
Bij de senioren hadden de studentendames van Opopoi, die onder de naam van Viking uitkwamen in 1968 een bronzen medaille gehaald bij de Europese kampioenschappen. Een aantal andere junioren maakten in hun seniorentijd een internationale loopbaan bij hun andere club. Ans Gravensteijn (Triton, O.S), Jan van Bekkum (Triton, brons WK) en Robert van der Vooren (div. WK’s en Olympische Spelen van Sydney). Op het WK in 1994 zaten drie oud-junioren (Joris Oud, Falco van t’ Riet en Brian Hitchcok, alle drie van Skadi) in de lichte mannenacht. Tessa (Zwolle-)Appeldoorn kwam als Vikinglid uit op 10 mondiale toernooien, waaronder twee keer de Olympische Spelen. Dat leverde haar twee bronzen en twee zilveren medailles op, waarvan een op de Spelen van Sydney in 2000.
Bij het veteranenroeien heeft Viking zowel binnen- als buitenslands mooie resultaten geboekt zowel bij de mannen als vrouwen en in diverse boottypen, van skiff tot achten. De Head of the River in maart was en is voor veel ploegen een succesvol hoogtepunt. Aan de FISA-wedstrijden, later masters genoemd, zijn gedurende een flink aantal jaren door dames- en herenploegen deelgenomen, beloond met medailles.

### Marathonroeien
In 1910 haalde een Vikinglid een bronzen medaille toen hij de tocht van Arnhem naar Dordrecht over 114 kilometer aflegde. In jaren dertig organiseerde Viking een 40 kilometerrace voor wherries. Maar de echte bloei moest nog komen. In 1977 deed een Viking/Orca ploeg mee aan de Ringvaartregatta over 100 kilometer, het startsein voor een enorme ontwikkeling. In binnen- en buitenland werden marathons geroeid, Genève, Luik, Rees-Deventer, Budapest-Baja, 24-uurs races en niet te vergeten de Elfstedentocht, die twee keer werd gewonnen. Viking was vertegenwoordigd met senioren, junioren, dames en meisjes  In die hausse organiseerde Viking drie jaar de Ronde van Maarsseveen, een kermiskoers onder de marathons. Juist toen het marathonroeien was ingezakt ontstond er weer een nieuwe groep, namelijk het U-team die de fakkel over nam en tot eind jaren negentig superactief was. In 1996 werd door deze groep onder leiding van Willem-Jan Merkies de Hart van Holland opgezet, onze eigen jaarlijkse niet meer weg te denken marathon.

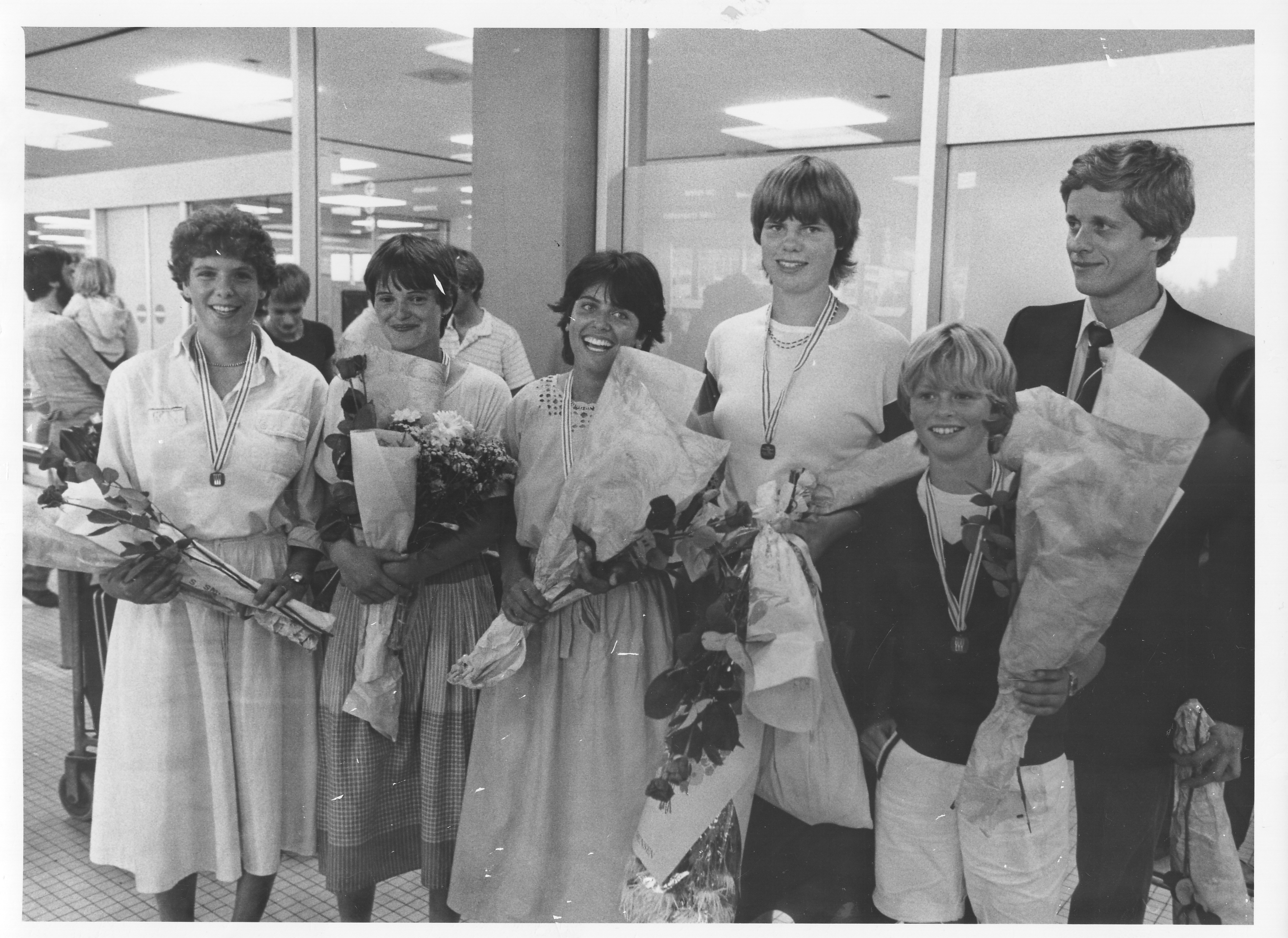
Aankomst Marieke van Drogenbroek, derde van rechts, op Schiphol 1983

## Clublied
Viking kende meerdere clubliederen. Het huidige clublied dateert uit 1946 en kent drie coupletten. 

## Bronnen
